# Župnija Ambrus
Župnija Ambrus je rimskokatoliška teritorialna župnija dekanije Žužemberk škofije Novo mesto.
Do 7. aprila 2006, ko je bila ustanovljena škofija Novo mesto, je bila župnija del nadškofije Ljubljana.
V župniji Ambrus so postavljene farne spominske plošče, na katerih so imena vaščanov iz okoliških vasi, ki so padli na protikomunistični strani v letih 1941-1945. Skupno je na ploščah 178 imen.